# Elisabeth Mann Borgese (Schiff)
Die Elisabeth Mann Borgese ist ein deutsches Forschungsschiff, das seit 2011 für das Leibniz-Institut für Ostseeforschung Warnemünde (IOW) im Einsatz ist. Zuvor war das Schiff von 1987 bis 2010 als Mehrzweckerprobungsboot Schwedeneck (Y 860) für die Wehrtechnische Dienststelle 71 (WTD 71) im Dienst.

## Geschichte

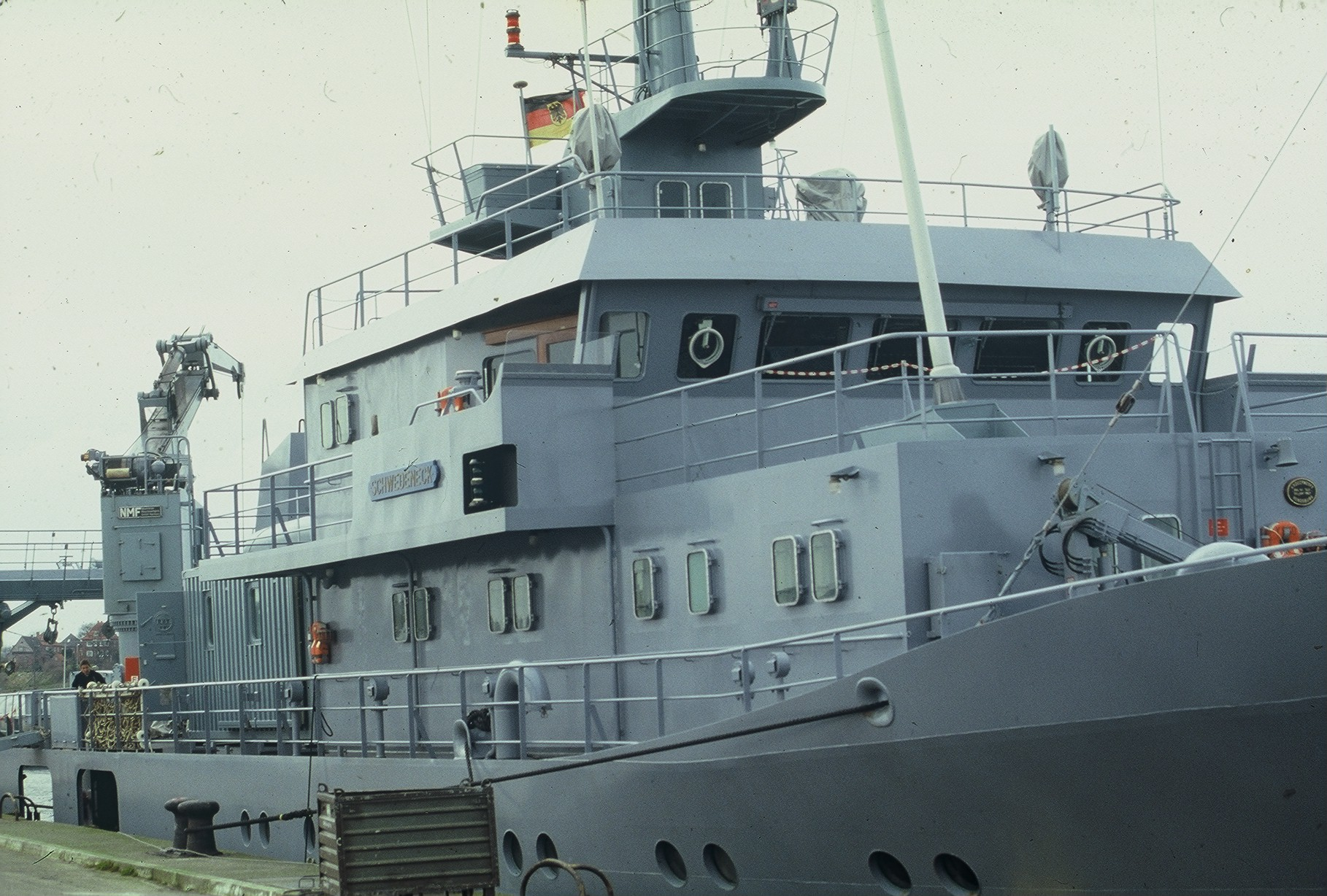
Die Schwedeneck 1988 in Reykjavík

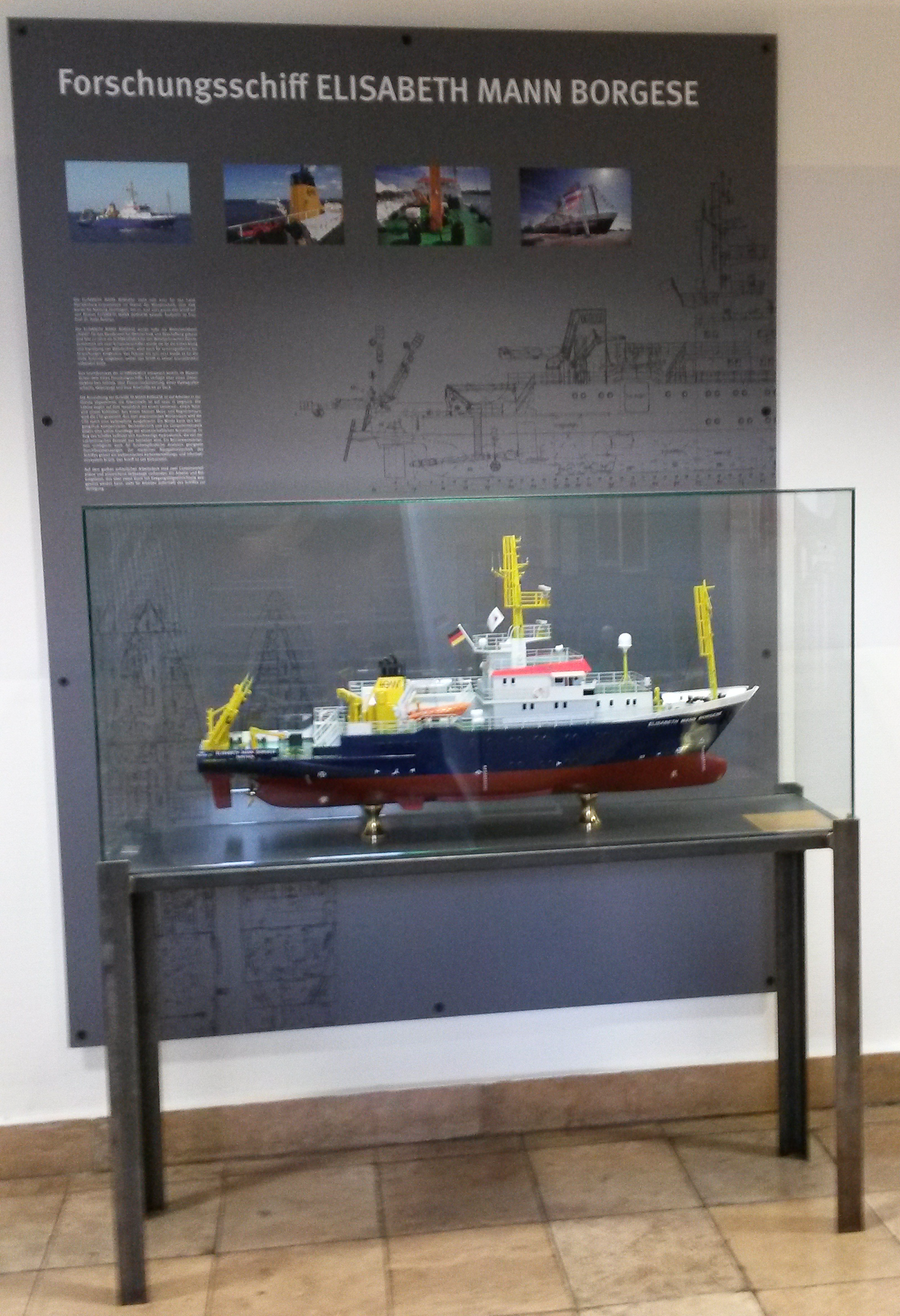
Modell der Elisabeth Mann Borgese im Leibniz-Institut für Ostseeforschung in Warnemünde

Als erste Einheit einer Serie von drei Mehrzweckerprobungsbooten der Klasse 748 wurde das Schiff ab Mai 1986 auf der Kröger-Werft in Schacht-Audorf gebaut (Baunummer 1531) und lief dort am 14. Oktober 1986 vom Stapel. Auf den Namen Schwedeneck wurde es aber erst am 19. Februar 1987 getauft. Nach umfangreichen Erprobungen und Funktionsnachweisen war das Schiff vom 20. Oktober 1987 bis zum Februar 2011 in Eckernförde für die WTD 71 im Dienst.
Das Land Mecklenburg-Vorpommern kaufte die Schwedeneck und ließ sie Anfang 2011 auf der zu den P+S Werften gehörende frühere Peene-Werft in Wolgast zum Forschungsschiff für das IOW umbauen. Das Schiff wurde von der Bremer Meeresforscherin und Mikrobiologin Antje Boetius auf den Namen der „Botschafterin der Meere“, der Meeresschützerin Elisabeth Mann Borgese, getauft und am 22. Juni 2011 als Ersatz für die bisherige Professor Albrecht Penck in Dienst gestellt. Die Bereederung erfolgt durch die Leeraner Reederei Briese Schiffahrt.

## Technische Daten und Ausstattung
Das Schiff hat einen dieselelektrischen Antrieb. Ein Siemens-Synchronmotor mit Permanentmagneterregung und einer Leistung von 1.095 kW wirkt auf einen Festpropeller. Für die Stromversorgung stehen drei MTU-Generatoren mit einer Leistung von jeweils 520 kW zur Verfügung. Darüber hinaus ist ein Notgenerator verbaut. Das Schiff verfügt über Querstrahlsteueranlagen im Bug und im Heck mit jeweils 147 kW.
Auf dem Arbeitsdeck am Heck des Schiffes ist Platz für zwei 20-Fuß-Container; alternativ können auch vier 10-Fuß-Container geladen werden.
Das Schiff verfügt über zwei hydraulische Krane im Achterschiffsbereich. Einer der Krane hat eine Tragfähigkeit von 4,5 t bei einer Ausladung von bis zu 8 m, der andere hat eine Tragfähigkeit von 1,5 t bei einer Ausladung von bis zu 6 m. Am Heck des Schiffes befindet sich ein Heckgalgen, der bis zu 4 t heben kann. Im Vorschiffsbereich ist ein Proviantkran vorgesehen.
An Bord stehen über 97 m² Laborfläche für Forschungsarbeiten zur Verfügung. Für die Besatzung und die Wissenschaftler stehen elf Einbett- und sieben Zweibettkabinen zur Verfügung.

## Einsatz
Die Elisabeth Mann Borgese wird überwiegend in der Ostsee eingesetzt. Das Schiff ist, wie zuvor die Professor Albrecht Penck auch, in das Meeresmonitoring eingebunden. Das IOW arbeitet auf der Basis einer Verwaltungsvereinbarung mit dem Bundesamt für Seeschifffahrt und Hydrographie (BSH) in Hamburg und Rostock in der Umweltbeobachtung zusammen und hilft damit, die Verpflichtungen Deutschlands aus der Helsinki-Kommission zum Schutz der Ostsee (HELCOM) einzuhalten. Bis 2021 konnte die Bundeswehr das Schiff 70 Tage im Jahr für die wehrtechnische Forschung einsetzen.